# Максимович, Владимир Александрович
Максимович Владимир Александрович (род. 1936) — советский и украинский ученый, доктор медицинских наук, профессор, главный научный сотрудник отдела физиологических исследований «ГП Научно-исследовательский институт медико-экологических проблем Донбасса и угольной промышленности (г. Донецк)». Член Донецкого отделения НТШ. Награждён орденом «Знак Почета».

## Биография
Родился 6 марта 1936 года в г. Мариуполь. Среднее образование получил в СШ № 37 г. Донецк. В 1953—1959 рр. учился в Донецком (Сталинском) медицинском институте. После его окончания работал в НИИ физиологии труда. В 1964 г. в Донецком медицинском институте защитил кандидатскую диссертацию на тему «Изменение реакции организма на высокую температуру и физическую работу под влиянием дибазола и аскорбиновой кислоты». После защиты диссертации работал в Институте горно-спасательного дела (1964—1970 гг.), позднее (с 1970 г) — заведующим лаборатории против тепловой защиты Донецкого НИИ гигиены труда и профессиональных заболеваний.
В 1986 году в Киевском НИИ гигиены труда и профессиональных заболеваний защитил докторскую диссертацию «Эрготермическая устойчивость рабочих угольных шахт».
Член редакционных коллегий журнала «Вестник гигиены и эпидемиологии»; Сб.: «Проблемы экологии и охраны природы техногенного региона»; «Донецкий вестник научного общества им. Шевченко».
Член научного общества физиологов Украины, научного общества гигиенистов Украины, Ассоциации медфизиков Украины.

## Научные труды
Общее количество публикаций — свыше 500, в том числе 25 монографий. 34 изобретения.
Отдельные работы:
- Максимович В. А., Мухин В. В., Беспалова С. Медицинская психофизика. — Донецк: Изд-во Донецкого национального университета, 2001. — 150 сек.
- Максимович В. А., Максимович Н. Математическое моделирование психики. Моногр. — Черкассы: Брама-Украина, 2006. — 184 с.
- Владимир Максимович, Максим Максимович. ТЕОРИЯ ПСИХИКИ И ПСИХИАТРИИ. // Донецкий вестник НОШ. т. 20. 2008 г. С. 158—189.